# Silvia Bertagna
Silvia Bertagna (* 30. November 1986 in Brixen) ist eine ehemalige italienische Freestyle-Skierin. Sie startete in den Disziplinen Slopestyle und Big Air.

## Werdegang
Bertagna debütierte im Weltcup im Februar 2013 in Silvaplana und belegte dabei den 13. Platz. Im Januar 2014 erreichte sie mit dem dritten Rang in Gstaad ihre erste Podestplatzierung im Weltcup. Bei ihrer ersten Olympiateilnahme 2014 in Sotschi wurde sie Achte im erstmals ausgetragenen Slopestyle-Wettbewerb. In der Saison 2014/15 kam sie beim Stubai Jam in Neustift im Stubaital und bei der SFR Freestyle Tour in Vars auf den zweiten Rang. Bei den Freestyle-Skiing-Weltmeisterschaften 2015 am Kreischberg wurde sie Fünfte. Ende August 2015 belegte sie bei den New Zealand WinterGames und Weltcup in Cardrona den zweiten Rang. Ebenfalls den zweiten Rang bei den New Zealand WinterGames erreichte sie im Big-Air-Wettbewerb. In der Saison 2016/17 kam sie im Weltcup dreimal auf den zweiten Platz. Zudem holte sie im Big Air in Mönchengladbach ihren ersten Weltcupsieg und erreichte zum Saisonende den achten Platz im Gesamtweltcup und den zweiten Rang im Big Air Weltcup. Bei den X-Games Norway 2017 in Hafjell wurde sie Achte im Big Air. In der Saison 2017/18 gewann sie mit drei Top-Zehn-Platzierungen, darunter Platz zwei in Québec den Big-Air-Weltcup. Bei den Freestyle-Skiing-Weltmeisterschaften 2019 in Park City wurde sie Fünfte im Big Air.

## Erfolge

### Olympische Spiele
- Sotschi 2014: 8. Slopestyle

### Weltmeisterschaften
- Kreischberg 2015: 5. Slopestyle
- Park City 2019: 5. Big Air
- Aspen 2021: 6. Big Air, 16. Slopestyle

### Weltcupsiege
Bertagna errang im Weltcup bisher acht Podestplätze, davon 1 Sieg:
| Datum            | Ort             | Land        | Disziplin |
| ---------------- | --------------- | ----------- | --------- |
| 2. Dezember 2016 | Mönchengladbach | Deutschland | Big Air   |

### Weltcupwertungen
| Saison  | Gesamt | Gesamt | Park & Pipe | Park & Pipe | Big Air | Big Air | Slopestyle | Slopestyle |
| Saison  | Platz  | Punkte | Platz       | Punkte      | Platz   | Punkte  | Platz      | Punkte     |
| ------- | ------ | ------ | ----------- | ----------- | ------- | ------- | ---------- | ---------- |
| 2012/13 | 160.   | 4      | -           | -           | -       | -       | 37.        | 20         |
| 2013/14 | 29.    | 30     | -           | -           | -       | -       | 4.         | 151        |
| 2014/15 | 79.    | 11,4   | -           | -           | -       | -       | 7.         | 57         |
| 2015/16 | 41.    | 31,8   | -           | -           | -       | -       | 9.         | 159        |
| 2016/17 | 8.     | 60     | -           | -           | 2.      | 360     | 17.        | 78         |
| 2017/18 | 32.    | 32,4   | -           | -           | 1.      | 162     | 27.        | 77         |
| 2018/19 | 27.    | 36,8   | -           | -           | 4.      | 118     | 5.         | 184        |
| 2019/20 | 59.    | 23     | -           | -           | 5.      | 115     | -          | -          |
| 2020/21 | -      | -      | 14.         | 85          | 4.      | 50      | 20.        | 35         |
| 2021/22 | -      | -      | 41.         | 65          | 9.      | 52      | 38.        | 13         |

### X-Games
- X-Games Norway 2017: 8. Big Air
- X-Games Norway 2020: 6. Big Air